# وودلند (آلاباما)
وودلند (به انگلیسی: Woodland) شهرکی در شهرستان راندولف ایالت آلاباما است که مساحت آن ۴٫۰۴ کیلومترمربع است و در سرشماری سال ۲۰۱۰ میلادی، ۱۸۴ نفر جمعیت داشته و تراکم جمعیتی آن، ۴۵٫۵۴ نفر در کیلومترمربع بوده است.
پیش شماره تلفن های این شهرک ۲۵۶ می باشد .

## نگارخانه

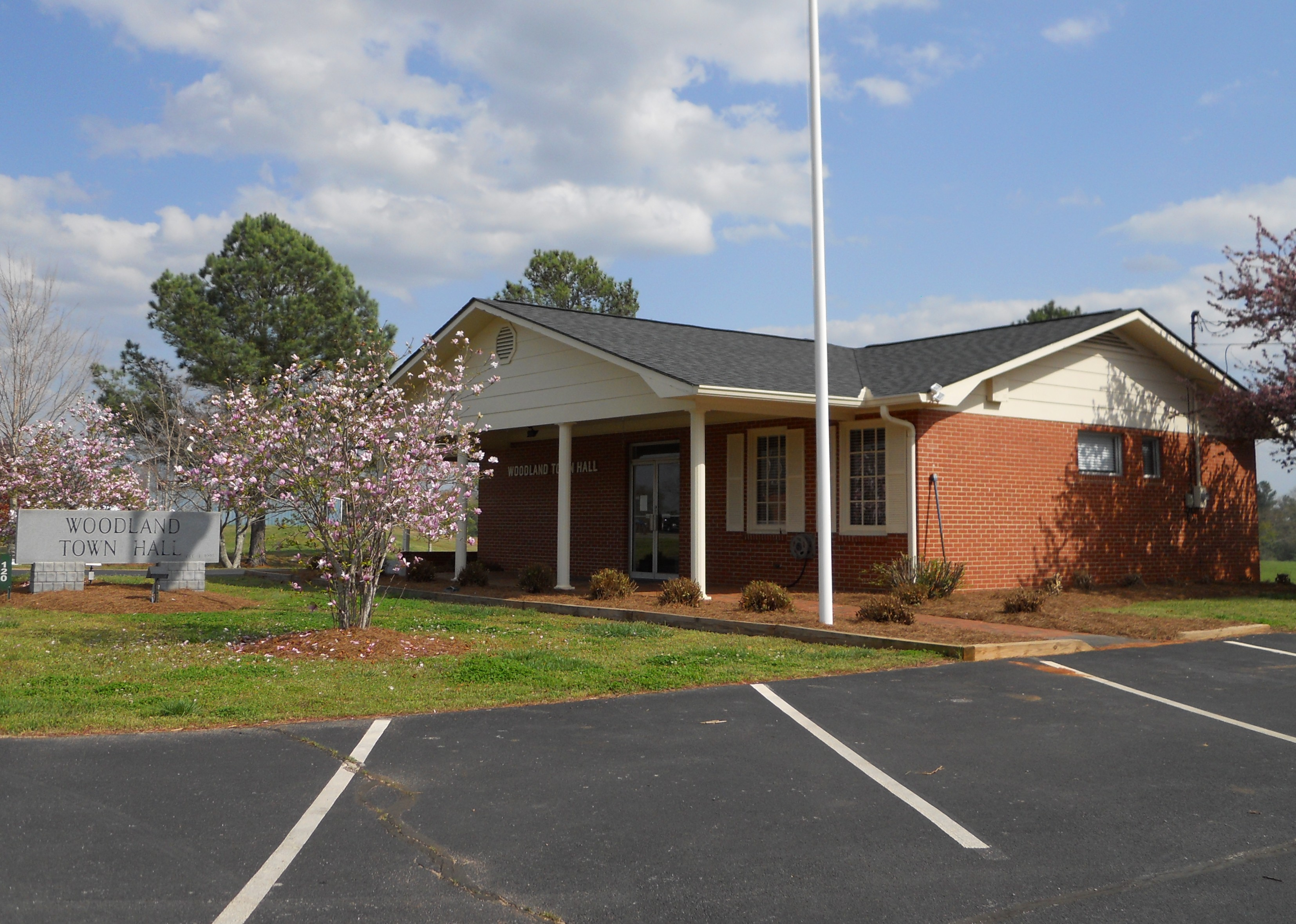
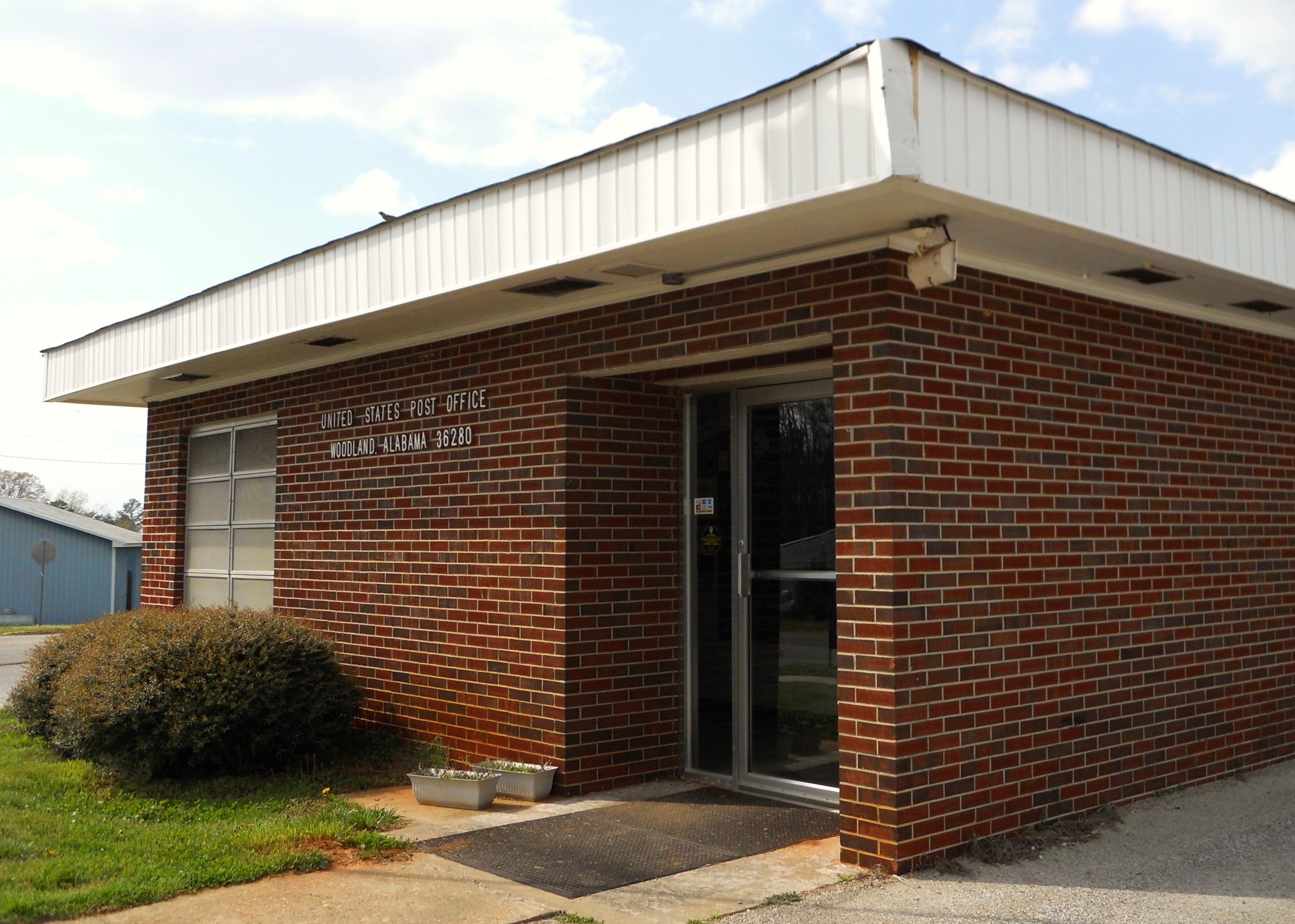
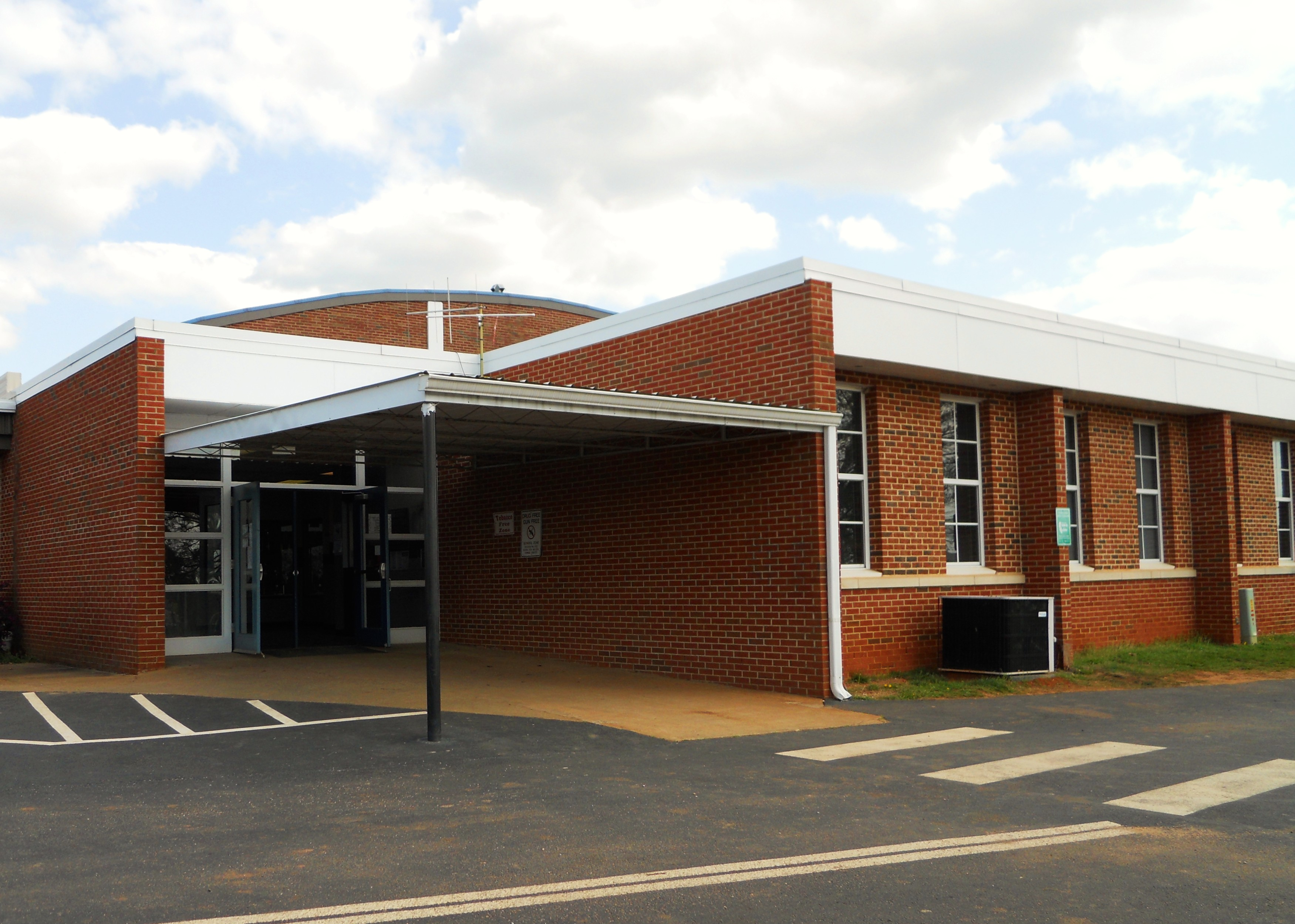
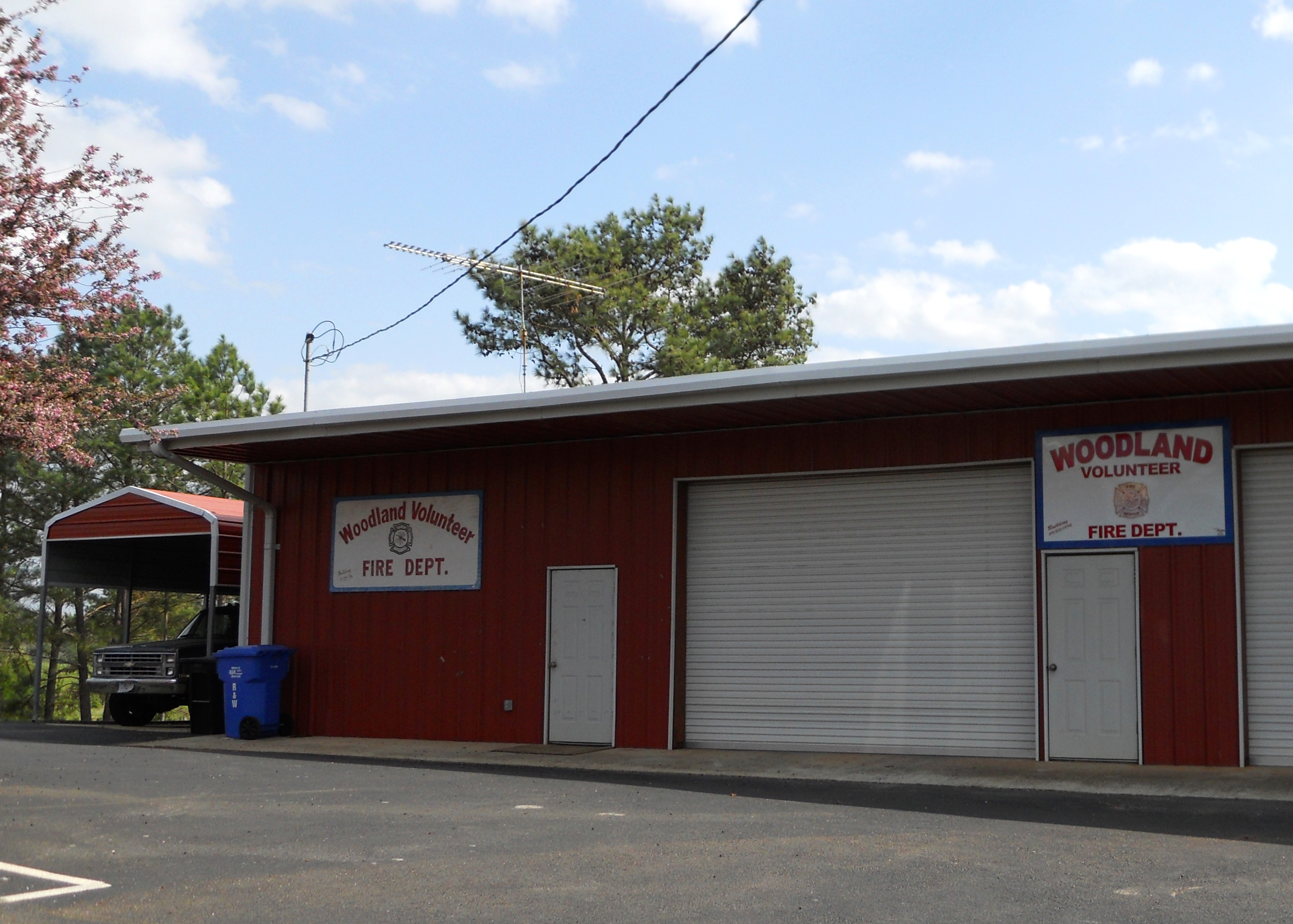
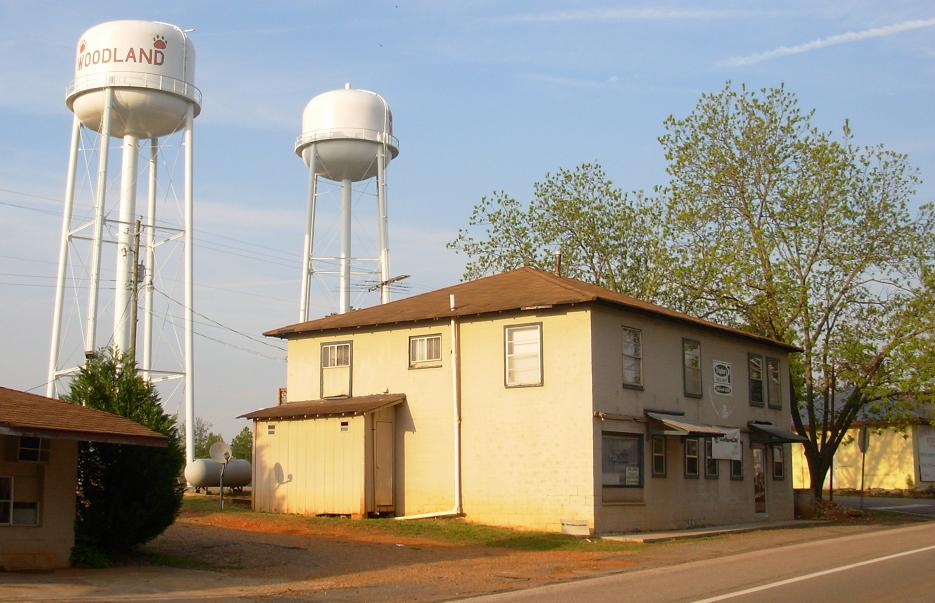
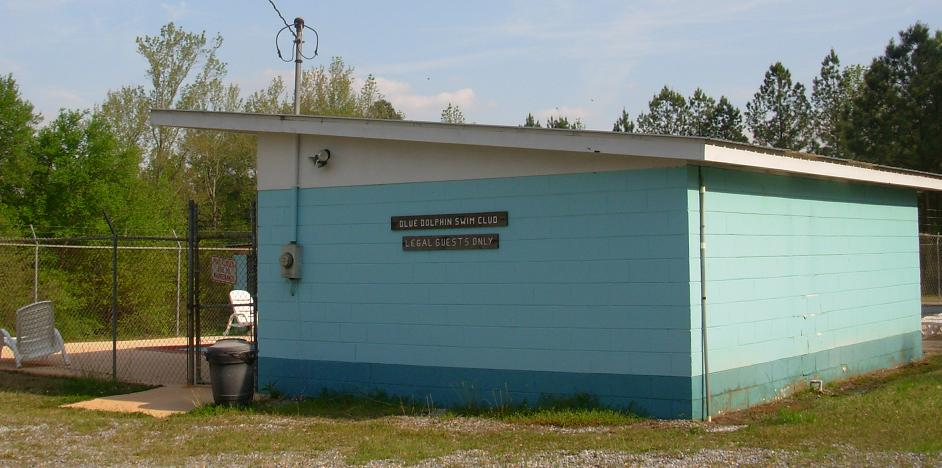
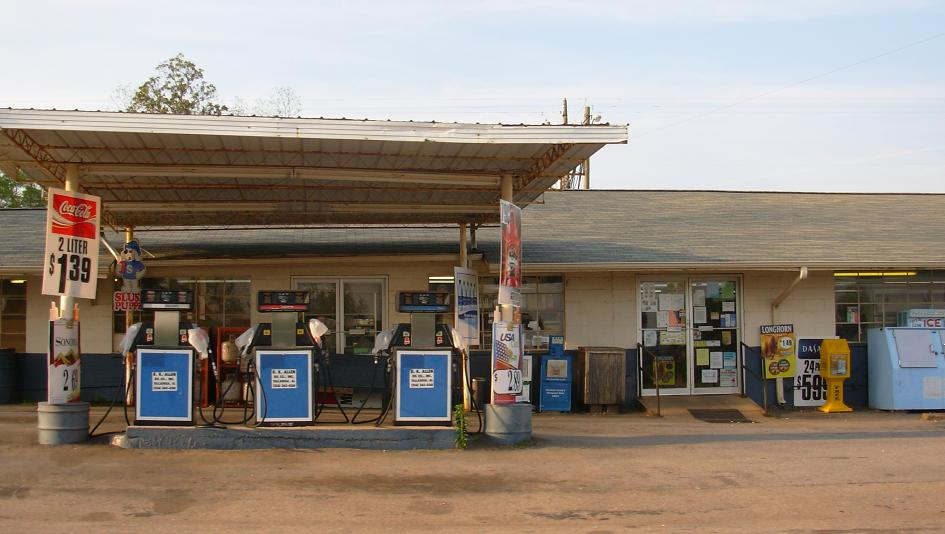
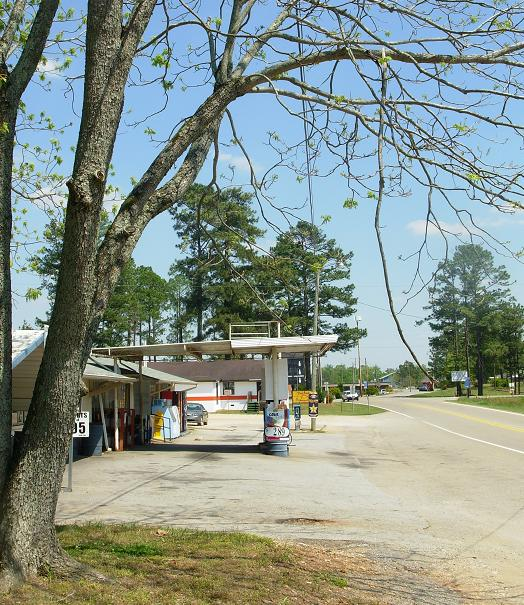
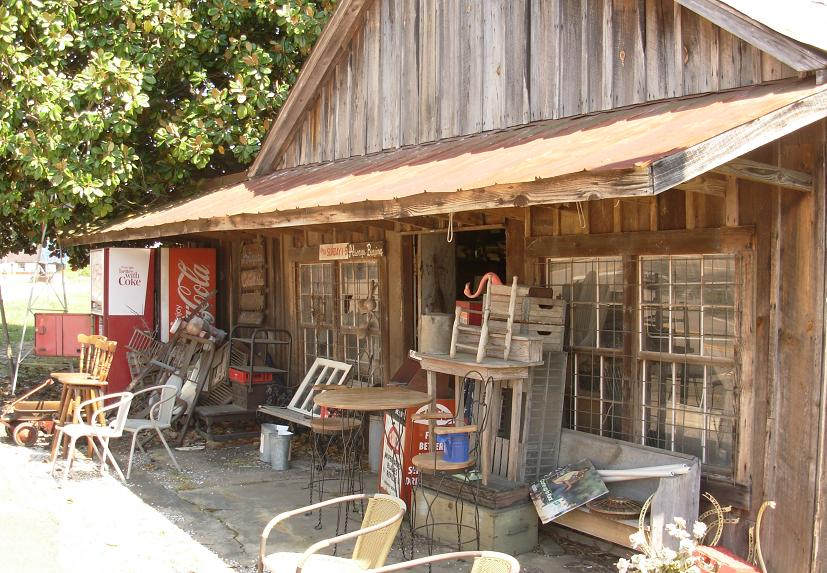
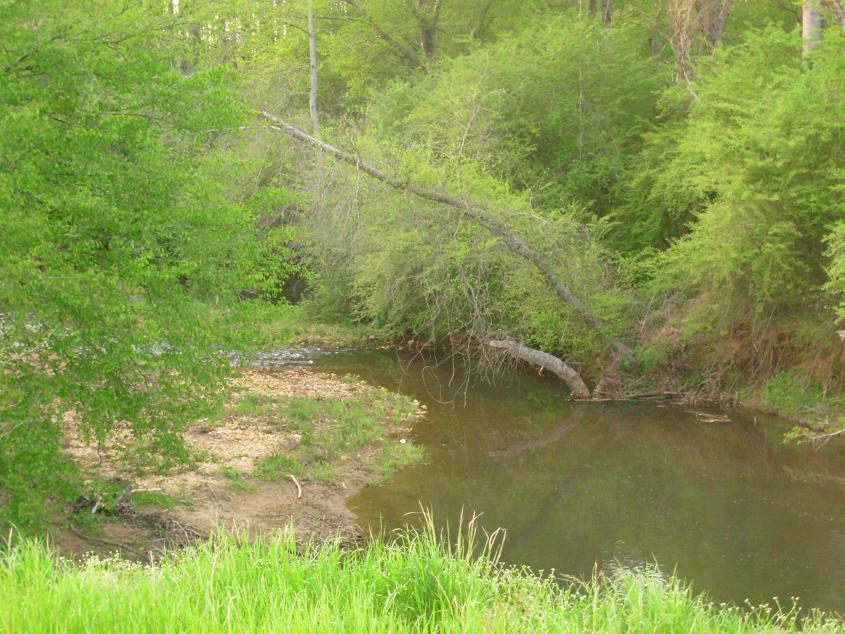